# Caesioperca lepidoptera
Caesioperca lepidoptera är en fiskart som först beskrevs av Forster, 1801.  Caesioperca lepidoptera ingår i släktet Caesioperca och familjen havsabborrfiskar. Inga underarter finns listade.